# Димитър Келбечев
Димитър Петров Келбечев е български художник.

## Биография
Роден е на 1 март 1958 г. в Пловдив. През 1976 г. завършва Средно музикално училище в Пловдив, а през 1983 г. – специалност графика във Великотърновския университет.
Работи в областта на графиката, графичния дизайн, илюстрацията и N-формите. Съосновател на група „Ръб“ (1989). Автор на графична концепция „Европейски месец на културата“ (1999).
Келбечев е художник на списанията „Избор“, „Изток-Изток“ и „Всичко за книгата“. Член е на редакционната колегия на списание „Страница“.
Художник е на Международния фестивал на камерната музика и на Международния есенен театрален фестивал „Сцена на кръстопът“ в Пловдив.
Участва в проекта „Кирилицата“, рисувайки картината с буквата „Я“.

## Награди и отличия
- Отличие на Министерство на културата – 2006 г.
- Награда за графика на издателство „Анубис“ – 2001 г.